# Дощі по всій території
«Дощі по всій території» — радянський художній фільм 1978 року, знятий на кіностудії «Білорусьфільм».

## Сюжет
Голова колгоспу призначає ланкову молоду трактористку Марію, яка працює краще за інших членів ланки — чоловіків. Максималістка по натурі, Марія живе і працює з повною самовіддачею, того ж вимагає і від членів своєї ланки. Також безкомпромісна вона і в любові. Дізнавшись, що Толік, якого вона любить і від якого вагітна, зраджує їй, Марія рішуче рве з ним стосунки. Колгоспники не завжди підтримують свою принципову ланкову, і одного разу, ображена на своїх колег, молода жінка вирішує переїхати в місто, але не в силах здійснити задуманого: завелика її прихильність до рідних місць…

## У ролях
- Світлана Тормахова — Марія, ланкова тракторної бригади
- Микола Сектименко — Толік, тракторист
- Олег Леваков — Сергій, шофер
- Олена Козлітіна — Олена Світа, світла, сестра Марії
- Людмила Писарєва — мати Марії
- Афанасій Тришкин — Семен Михайлович, голова колгоспу
- Валерій Ольшанський — Микола Черняк, тракторист
- Олександр Мовчан — Андрій Басалига, тракторист
- Олександр Фіневич — Міщанчук
- Геннадій Овсянников — батько Марії
- Володимир Ліппарт — Маркевич
- Людмила Дмитрієва — Зінаїда
- Антоніна Бендова — тітка Наталія
- Тамара Муженко — сусідка
- Олексій Бірічевський — дід-ветеран
- Олександр Кашперов — Василь, тракторист
- Олександр Кавалеров — тракторист
- Леонід Крюк — Вася, жених Світи, механік з Гродно
- Михайло Петров — тракторист
- Іван Тарапата — епізод

## Знімальна група
- Режисер — Володимир Шмаков
- Сценаристка — Олена Зикова
- Оператор — Олег Авдєєв
- Композитор — Сергій Кортес
- Художник — Юрій Альбицький